# Rivierenbuurt

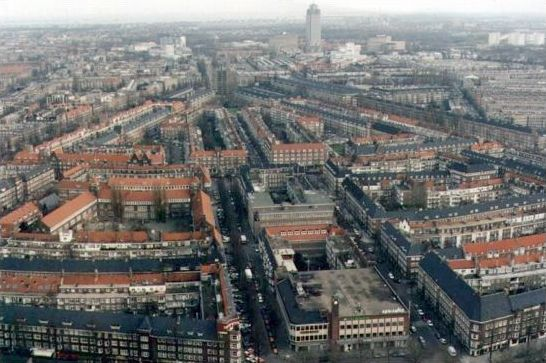
Die Amsterdamer Rivierenbuurt

Die Rivierenbuurt (deutsch Flussviertel) ist ein Stadtviertel in Amsterdam-Zuid (Provinz Nordholland).

## Geschichte

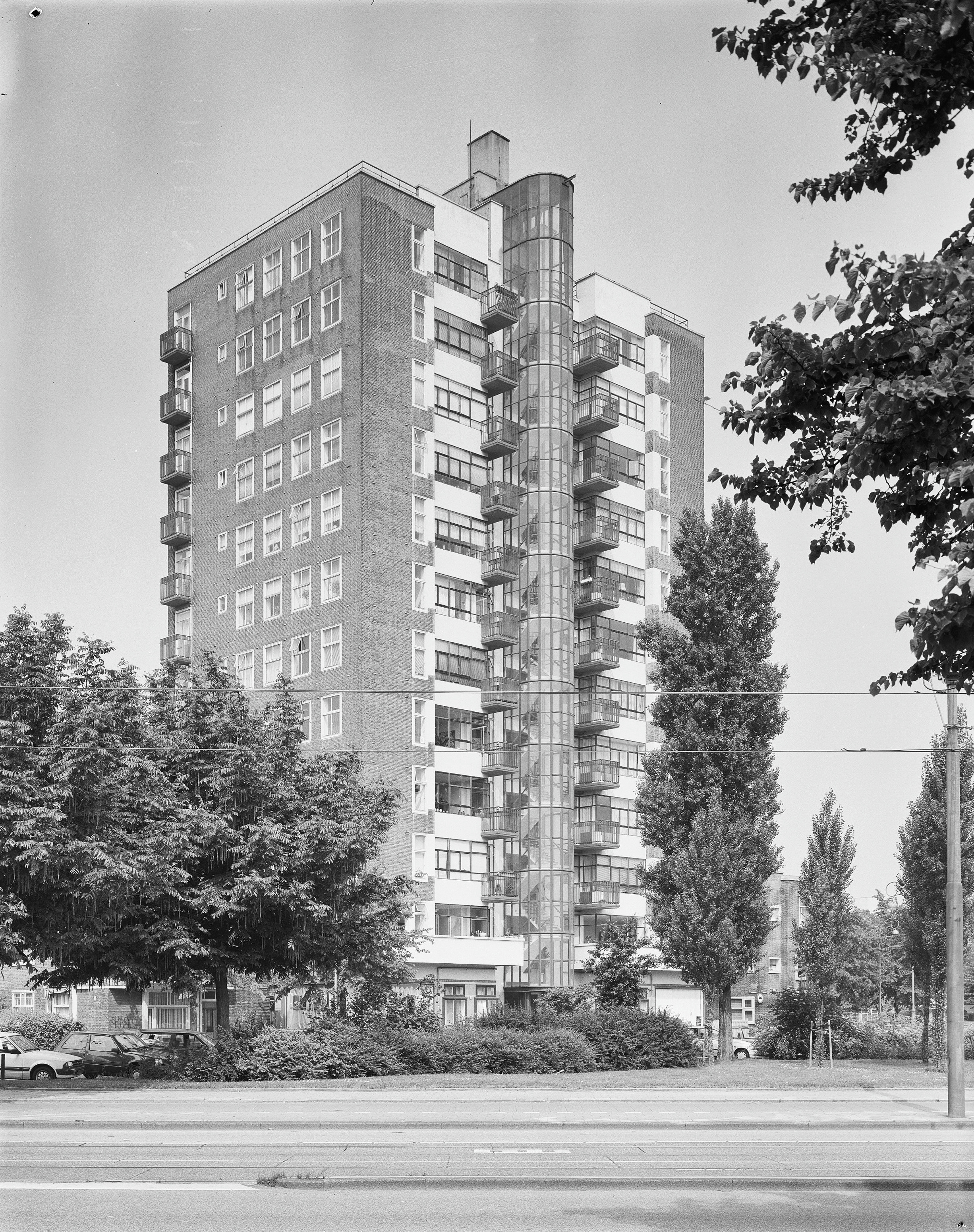
12-Stöckiges Hochhaus "De Wolkenkrabber"

In den 1920er und 1930er Jahren wurde die Rivierenbuurt angelegt und war Teil von „Plan Zuid“ (Plan Süd) des niederländischen Architekten H.P. Berlage von 1905. Berlages Plan wurde teilweise ausgeführt und 1915 reichte er auf Anfrage der Gemeinde den zweiten „Plan Zuid“ ein mit den Einrichtungen: Krankenhaus, Kirche, Schulen, weniger Grünflächen, Universität und Feuerwache. Dieser Plan wurde dann realisiert, nicht nur in der Rivierenbuurt, auch in dem damaligen Viertel Zuideramstel.
An der Ostseite des Wohnviertels befindet sich seit 1934 die Berlagebrug („Berlagebrücke“) über den Fluss Amstel. Am 7. Mai 1945 kamen die Kanadischen Streitkräfte über diese Brücke nach Amsterdam, um die Stadt von den Nationalsozialisten zu befreien. 1958 wurde der Platz Westerscheldeplein umbenannt in Europaplein mit dem RAI-Kongresszentrum. An der Südkante der Rivierenbuurt liegt die „President Kennedylaan“, vormals „Rivierenlaan“, und der Martin-Luther-Kingpark. Seit dem 1. Mai 2010, nach der neuen Einteilung der Stadtbezirke und damit auch der Wohnviertel in Amsterdam, ist die Rivierenbuurt Teil vom Amsterdam Süd. Die Straßenbahn-Linien 4, 12 und 25 führen durch das Viertel.
Nahe der Einkaufsstraße „Scheldestraat“ befinden sich sechs Schulen und das Mirandabad sowie der Friedhof Zorgvlied. Die Rivierenbuurt ist wiederum aufgeteilt in die Nachbarschaftsviertel Remisebuurt, IJsselbuurt (mit 2395 Einwohnern in IJsselbuurt West und in IJsselbuurt Oost 2970), Scheldebuurt (mit 4435 Einwohnern in Scheldebuurt West, Scheldebuurt Midden 3240 und in Scheldebuurt Oost 2395), Weteringbuurt Zuid, Wielingerbuurt und Wolkenkrapperbuurt.
Das markanteste Gebäude in der Rivierenbuurt ist der 'Wolkenkrabber' von J.F. Staal, ein 12-stöckiges Hochhaus. Es wurde als Teil des Wohnkomplexes um den Merwedeplein der Projektentwicklungsgesellschaft Hilwis errichtet, die während der Bauzeit mehrere Konkurse durchmachte.
In den 1930er Jahren waren zahlreiche Juden aus Deutschland in die Niederlande geflüchtet um den Repressalien der Nationalsozialisten zu entkommen. Die damalige niederländische Regierung hatte beschlossen nur jüdische Flüchtlinge aufzunehmen, die sich in „direkter Lebensgefahr“ befanden und sie durften dem niederländischen Staat keine Kosten verursachen. Bei Ausbruch des Zweiten Weltkrieges befanden sich in Amsterdam rund 80.000 jüdische Bewohner, von denen ein nicht geringer Teil in der Rivierenbuurt wohnte, unter ihnen Anne Frank und Rika Davids.